# Ambouram Ali
Ambouram Ali (auch: Ambaram Ali, Amboulam Ali, Ambouram, Ambouramali) ist ein Dorf in der Stadtgemeinde Maïné-Soroa in Niger.

## Geographie
Das von einem traditionellen Ortsvorsteher (chef traditionnel) geleitete Dorf liegt rund sechs Kilometer nordwestlich des urbanen Zentrums von Maïné-Soroa, das zum gleichnamigen Departement Maïné-Soroa in der Region Diffa gehört. Etwa vier Kilometer südwestlich von Ambouram Ali befindet sich die Staatsgrenze zu Nigeria. Das Dorf liegt in der Zone der fruchtbaren Mulden von Maïné-Soroa.

## Geschichte
Nach der Dürre von 1973 entstanden in der Gegend von Ambouram Ali Wanderdünen. Diese Entwicklung beschleunigte sich in den 1990er Jahren. Die mechanische und biologische Fixierung der Dünen führte zu einer Rückkehr der Vegetation und einer erhöhten Bodenfruchtbarkeit.
Die Hilfsorganisation Ärzte ohne Grenzen betrieb ab 2017 ein Büro in Maïné-Soroa, das sie 2019 nach einer Attacke unbekannter Angreifer aufgeben musste. Zu den Tätigkeiten von Ärzte ohne Grenzen hatten mobile Kliniken in Ambouram Ali und weiteren Dörfern gehört. Die von den Aktivitäten der Terrorgruppe Boko Haram ausgelöst Zwangsmigration in der Region erreichte auch Ambouram Ali. Im Januar 2021 lebten 965 von Zwangsmigration betroffene Menschen im Dorf.

## Bevölkerung
Bei der Volkszählung 2012 hatte Ambouram Ali 486 Einwohner, die in 84 Haushalten lebten. Bei der Volkszählung 2001 betrug die Einwohnerzahl 382 in 66 Haushalten und bei der Volkszählung 1988 belief sich die Einwohnerzahl auf 825 in 136 Haushalten.
Ambouram Ali ist der Sitz einer Fulbe-Gruppierung.

## Wirtschaft und Infrastruktur
Mit einem Centre de Santé Intégré (CSI) ist ein Gesundheitszentrum im Ort vorhanden. Es besteht seit dem Jahr 2002. Die Grundschule von Ambouram Ali wurde 1974 eröffnet. Das nigrische Unterrichtsministerium richtete 1996 gemeinsam mit dem Welternährungsprogramm der Vereinten Nationen zahlreiche Schulkantinen in von Ernährungsunsicherheit betroffenen Zonen ein, darunter eine für Nomadenkinder in Ambouram Ali. Die sieben Kilometer lange Erdstraße zwischen Ambouram Ali und dem Stadtzentrum von Maïné-Soroa wurde zwischen 2003 und 2006 angelegt.